# 軟枝黃蟬

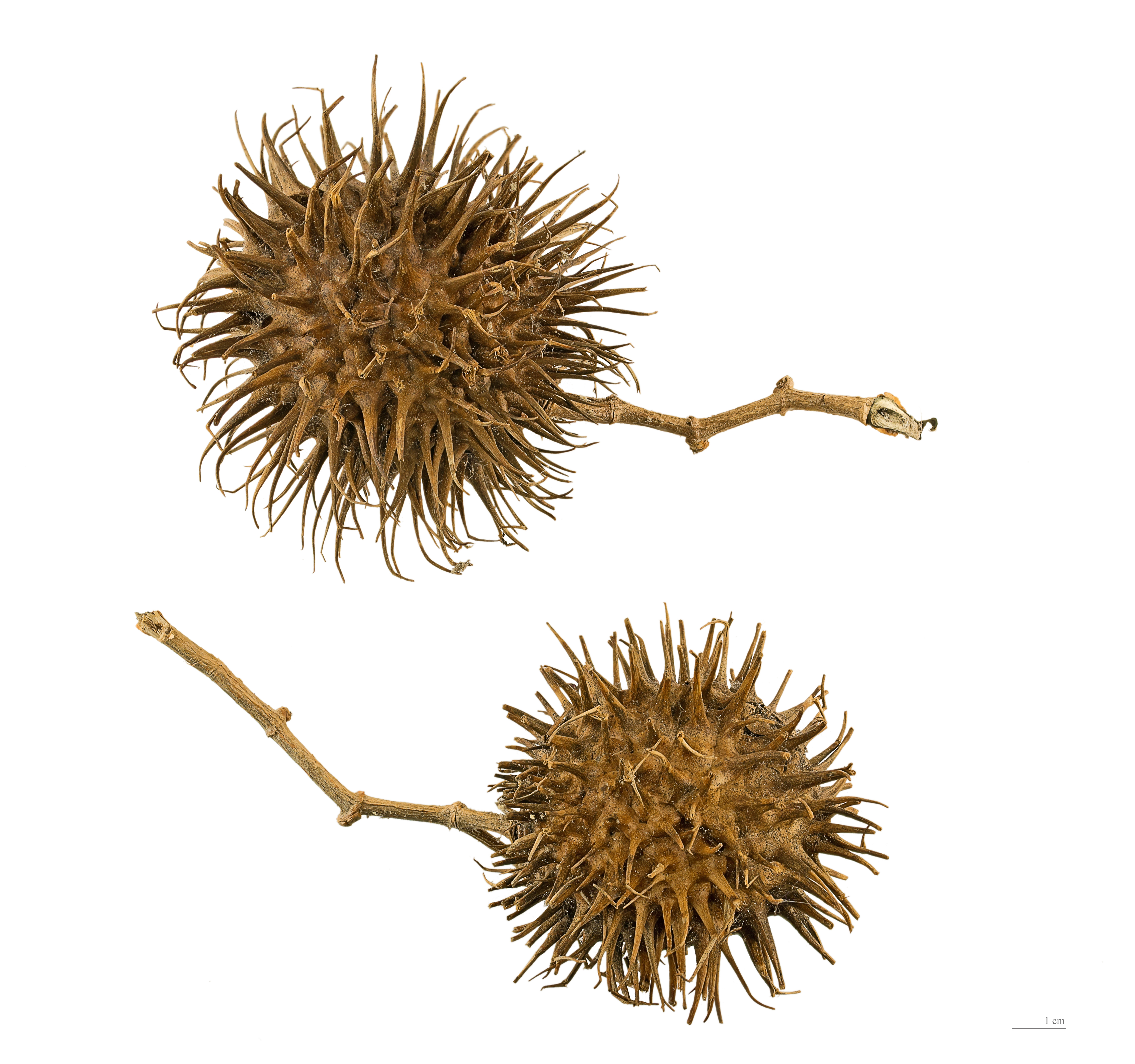
果实标本

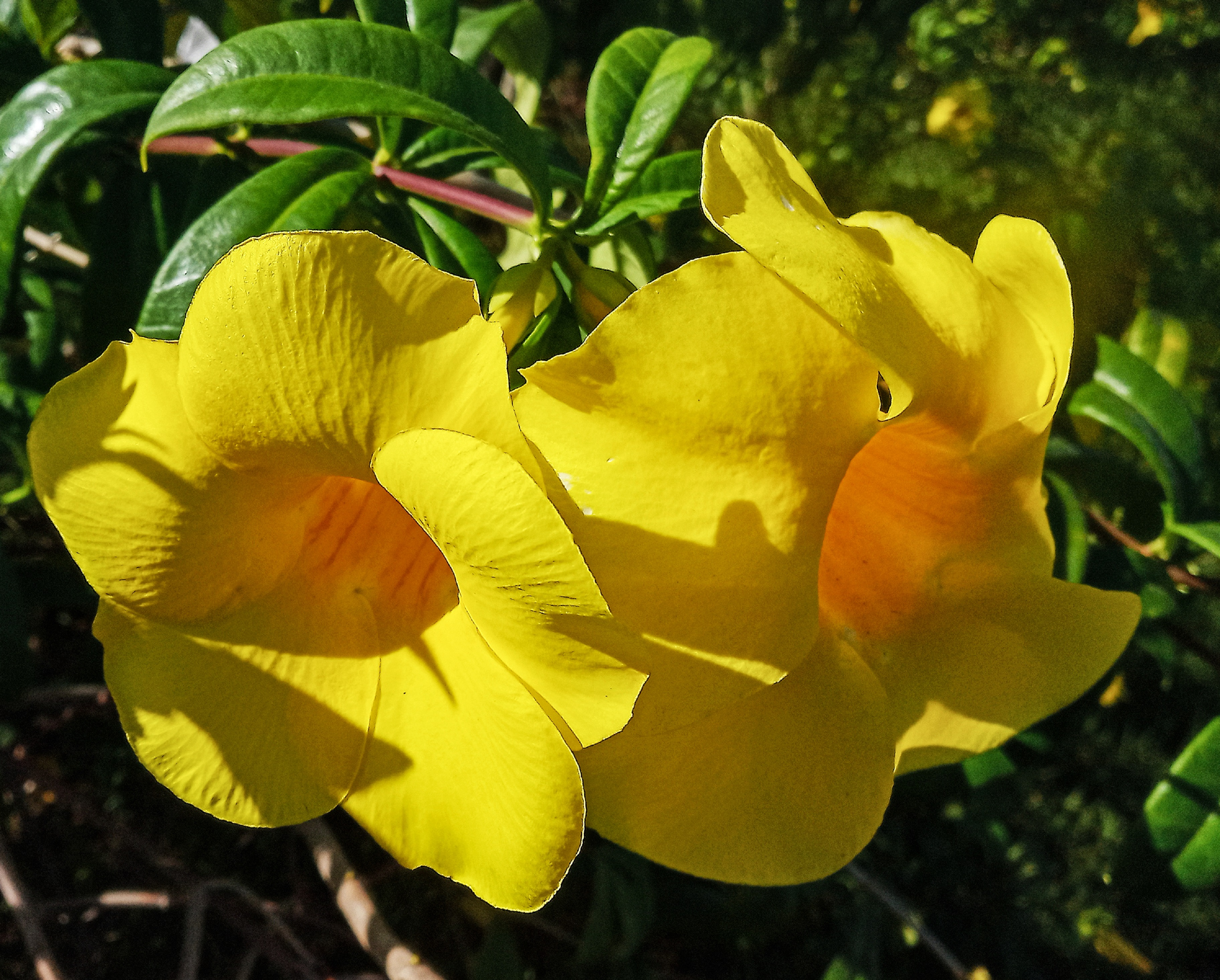
花

軟枝黃蟬（學名：Allamanda cathartica），別稱黃鶯、小黃蟬、重瓣黃蟬、瀉黃蟬、軟枝花蟬，為夾竹桃科黃蟬屬植物，原生於巴西，現廣植於熱帶地區，為觀賞植物。花期為3-8月，盛花期為夏季，果期10-12月。因花蕾的形狀及顏色貌似即將羽化的蟬蛹，且枝條柔軟，故而得名軟枝黃蟬。

## 形態特徵
軟枝黃蟬是一種攀緣性常綠灌木，藤本可長達5-10米呈彎垂狀。葉背主脈披柔毛近無柄，單葉3-4片輪生，有時對生或在枝條的上部亙生，披針或倒披針狀，長10-15厘米，闊2.5-3厘米。花為聚繖花序頂生，金黃色，花冠呈漏斗形五裂，裂片卵圓形呈覆瓦狀排列，花冠管內帶有橙褐色條紋，冠筒細長基部不膨大，長7-11厘米，直徑約10厘米。果為蒴果球形，具長剌，直徑約3厘米，種子長約2厘米扁平帶有紙質的翅。

## 種植
性喜高溫多濕，種在全日照等地均生長迅速，若長於蔭蔽處難于開花，而且枝葉也會顯得稀疏。夏季時每天灌溉1-2次，而冬季因進入休眠期待土壤乾燥時補充水份即可。由於不容易結成種子，因而多以扦插法作為繁殖。

## 醫藥用途及其毒性
莖具有毒性，尤其乳液，誤食會引致嘴唇紅腫、口舌乾燥、發高燒、腹瀉和嘔吐，皮膚觸及可造成紅腫現象。
皮膚濕疹、疥癬、瘡瘍腫毒等患者，卻可使用乳汁外敷患處，但使用之前須先確認患者皮膚對其不會過敏。